# Бармаш, Владимир Владимирович
Владимир Владимирович Бармаш, клички Горбонос, Валя, Лоня (1879, хутор Бармаш, Владимирская губерния — ?) — российский революционер, анархист.

## Биография
Родился в крестьянской семье. Учился в Петровской сельскохозяйственной академии. 
В 1905 году вступил в партию эсеров, участвовал в вооруженном восстании в Москве в декабре 1905 года. Затем присоединился к максималистам, участвовал в «экспроприации» 800 000 руб. из Общества взаимного кредита в марте 1906 года. 
В июне 1906 года присоединился к анархистам, основал в Москве анархистскую группу «Свободная коммуна». занимался пропагандой среди рабочих. 15 июля 1906 организовал взрыв в здании Московского охранного отделения. Осенью 1906 года был задержан во время «экспроприации», был приговорен Московским военно-окружным судом к 3 годам каторги. 
С 1909 года находился в ссылке, затем вернулся в Москву, но в 1912 году был арестован и вновь сослан. По другим данным, в 1908 году обвинялся по делу группы «Свободная коммуна», ему грозила смертная казнь, но он симулировал сумасшествие, после чего сумел бежать и эмигрировать во Францию. 
Известно, что после Февральской революции 1917 года он был освобожден из Бутырской тюрьмы, после чего организовал Лефортовскую районную группу анархистов-коммунистов, затем был одним из создателей Федерации анархических групп Москвы (ФАГМ), организатором ее издательства, членом Секретариата, Совета и казначеем. С сентября 1917 года был главным редактором газеты «Анархия».
Активно участвовал в Октябрьской революции, но 12 апреля 1918 года был арестован чекистами в «Доме анархии» при разгроме анархистов Москвы. Его обвинили в «укрывательстве бандитов и погромщиков», но вскоре освободили, и уже 6 мая 1918 года он участвовал в собрании Совета ФАГМ. Летом 1918 года он выступал на митингах, обвиняя большевиков в предательстве революции в связи с заключением Брестского мира и преследованиями анархистов. В 1918-21 был депутатом Моссовета, работал в Московском педагогическом институте, Сельхозбанке, Россельбанке, Промбанке. 
С апреля 1919 года был один из лидеров Московского союза анархистов-синдикалистов-коммунистов. В сентябре- октябре 1919 года отправился на Украину, где присоединился к махновцам в качестве сотрудника культпросветотдела Военно-революционного совета Революционной повстанческой армии Украины в Кременчуге. 
В январе 1920 года вернулся в Москву, в августе 1920 года был одним из организаторов Московской секции анархо-универсалистов, в 1920-21 годах был сотрудником её журнала «Универсал». 
В ноябре 1921 года был арестован чекистами при разгроме МСАУ, в 1922 году был сослан в Костромскую губернию. В Костроме он в 1923 году он был вновь арестован и в мае 1923 года был сослан на два года в Зырянскую область, но в июле 1923 года это решение было отменено, и он был освобожден из ссылки.
Бармаш вернулся в Москву, работал управдомом, вступил в Общественно-экономическую секцию Всероссийского общественного комитета по увековечиванию памяти П. А. Кропоткина (ВОК), участвовал в работе Музея П. А. Кропоткина. 
В марте 1928 года был вынужден уйти из ВОК, в 1929 году жил в Можайске, работал в отделении Мосселькредита. 15 июня 1929 года был арестован в Можайске, и 12 июля 1929 года по обвинению в деятельности по воссозданию анархо-подполья, антисоветской агитации, связи с анархической эмиграцией Особым совещанием при коллегии ОГПУ был приговорен к трем годам политизолятора. Содержался в Суздальском политизоляторе, в августе 1930 года был доставлен в московскую Бутырскую тюрьму для проведения операции, после чего был отправлен в Верхнеуральский политизолятор, где он был руководителем Верхнеуральской группы анархистов. 
По окончании срока заключения в 1932 году Особым совещанием при коллегии ОГПУ был приговорен к 3 годам ссылки в Енисейск, работал там старшим агрономом в «Севполярлесе». 
25 января 1935 года был арестован в Енисейске, и 9 мая 1935 года по обвинению в контрреволюционной агитации и участии в контрреволюционной организации был приговорен Особым совещанием при НКВД СССР был приговорен к трем годам ИТЛ. 23 апреля 1938 года Особое совещание при НКВД приговорило его к еще пяти годам лагерей. Дальнейшая его судьба неизвестна. По делу 1935 года был реабилитирован посмертно в 1989 году.